# Glycyrrhiza asymmetrica
Glycyrrhiza asymmetrica es una especie de planta floral del género Glycyrrhiza, familia Fabaceae, orden Fabales.

## Distribución
Se distribuye por Turquía.

## Taxonomía
Fue descrita por Hub.-Mor. y publicada en Bauhinia 2: 301 (1965).